# Association canadienne des pilotes et propriétaires d'aéronefs
L'Association canadienne des pilotes et propriétaires d'aéronefs, en anglais Canadian Owners and Pilots Association (COPA) est une association à but non lucratif destinée aux pilotes canadiens effectuant des vols non commerciaux. Elle a été fondée en 1952 par Margaret Carson et John Bogie.